# Isobenzofuran
Isobenzofuran ist eine chemische Verbindung aus der Gruppe der bicyclischen Heteroaromaten und ist das Sauerstoff-Analogon des Isoindols. Es ist aufgebaut aus einem Furanring und einem anellierten Benzolring. Es ist isomer zu Benzofuran.

## Darstellung und Eigenschaften
Isobenzofuran ist durch seine Elektronenkonfiguration wesentlich instabiler als Benzofuran. Es kann durch Vakuum-Pyrolyse von Benzo[b]-7-oxa-bicyclo[2.2.1]hept-2-en gebildet werden und polymerisiert selbst bei tiefen Temperaturen rasch.
Die Verbindung ist die Grundstruktur einiger anderer natürlicher und künstlicher organischer Verbindungen, von denen die 1,3-Diaryl-substituierten (wie 1,3-Diphenylisobenzofuran) die stabilsten sind.